# Skogshyltasjön
Skogshyltasjön är en sjö i Vaggeryds kommun i Småland och ingår i Lagans huvudavrinningsområde. Sjön är 18,3 meter djup, har en yta på 0,507 kvadratkilometer och befinner sig 199,1 meter över havet. Sjön avvattnas av vattendraget Duveledbäck. Vid provfiske har abborre, gädda, lake och mört fångats i sjön.

## Delavrinningsområde
Skogshyltasjön ingår i det delavrinningsområde (637311-139683) som SMHI kallar för Mynnar i Fågelforsdammen. Medelhöjden är 220 meter över havet och ytan är 13,49 kvadratkilometer. Det finns inga delavrinningsområden uppströms utan avrinningsområdet är högsta punkten. Duveledbäck som avvattnar avrinningsområdet har biflödesordning 3, vilket innebär att vattnet flödar genom totalt 3 vattendrag innan det når havet efter 201 kilometer. Delavrinningsområdet består mestadels av skog (75 procent) och jordbruk (11 procent). Avrinningsområdet har 0,54 kvadratkilometer vattenytor vilket ger det en sjöprocent på 4 procent.